# Бонделум
Бонделум (њем. Bondelum) општина је у њемачкој савезној држави Шлезвиг-Холштајн. Једно је од 132 општинска средишта округа Нордфризланд. Према процјени из 2010. у општини је живјело 195 становника. Посједује регионалну шифру (AGS) 1054013.

## Географски и демографски подаци
Бонделум се налази у савезној држави Шлезвиг-Холштајн у округу Нордфризланд. Општина се налази на надморској висини од 14 метара. Површина општине износи 9,2 km². У самом мјесту је, према процјени из 2010. године, живјело 195 становника. Просјечна густина становништва износи 21 становника/km².